# Nacionalna knjižnica Brazilije
Nacionalna knjižnica Brazilije (portugalsko Biblioteca Nacional do Brasil, uradno ime Fundação Biblioteca Nacional) je depozitar bibliografske in dokumentarne dediščine Brazilije. Je v Riu de Janeiru, glavnem mestu Brazilije od leta 1822 do 1960, natančneje na trgu Cinelândia.
Unesco jo šteje za največjo knjižnico v Latinski Ameriki in sedmo največjo na svetu, njene zbirke obsegajo okoli 9 milijonov enot. Organizirala je prve tečaje knjižničarstva v Latinski Ameriki in njeno osebje je vodilo posodobitev knjižničnih storitev, vključno z razvojem spletnih baz podatkov.

## Zgodovina
Zgodovina Nacionalne knjižnice se je začela 1. novembra 1755, ko je Lizbono prizadel silovit potres. Kraljeva knjižnica je veljala za eno najpomembnejših knjižnic v Evropi tistega časa. Ta nepopravljiva izguba za Portugalce je bila spodbuda za selitev številnih njenih vsebin v Brazilijo. Zbirka je bila pripeljana v treh fazah, prva je bila leta 1810 in dve leta 1811. Knjižnica s 60.000 knjigami je bila sprva nastanjena v zgornjih prostorih tretjega reda bolnišnice Carmel (v skladu z listino z dne 27. julija 1810), v stari zadnji ulici Carmela blizu Paço Imperial. Objekti pa so bili ocenjeni kot neustrezni in tudi potencialno ogrožajoči dragoceno zbirko. Zato je 29. oktobra 1810, datumu, ki je bil določen za uradno ustanovitev Nacionalne knjižnice, princ regent Ivan (kasneje portugalski, brazilski in Algarveški kralj Ivan VI. Portugalski) izdal odlok, ki je določal, da je treba kraljevo knjižnico ustanoviti iz sredstev kraljeve zakladnice.

### Razširitev
Dela za novo stavbo knjižnice so stekla šele leta 1813, ko je bila zbirka prenesena. Medtem ko je potekal proces postavljanja knjig, ki se je začel leta 1810, so pregledovanje knjižnične zbirke že lahko izvajali učenjaki s kraljevim soglasjem, leta 1814, po končanem zbiranju zbirke, pa je pregledovanje postalo javno.
Uradno ustanovljena knjižnica se je še naprej znatno širila z nakupi, donacijami, predvsem pa z obvezno dostavo izvodov vsega tiskanega gradiva v tipografskih uradih na Portugalskem (z odlokom z dne 12. septembra 1805 ) in v Kraljevi tiskarni, postavljeni v Riu de Janeiru. Ta zakonodaja o obvezni dostavi se je z leti izboljševala in dosegla vrhunec z odlokom št. 1825 z dne 20. decembra 1907, običajno imenovanim odlok o obveznem izvodu, ki je še vedno v veljavi.

### Prenos suverenosti
Po smrti kraljice Marije I. Portugalske marca 1816 se je začela vladavina kralja Ivana VI., ki je ostal v Braziliji do leta 1821, ko se je zaradi političnih okoliščin vrnil v Lizbono s kraljevo družino, razen s svojim najstarejšim sinom princem Petrom de Alcântara Braganza (bodočega cesarja Brazilije), ki je leta 1822 prišel razglasit neodvisnost Brazilije. Tu je ostala tudi kraljeva knjižnica. Takrat je zelo zrasla in po osamosvojitvi leta 1822 postala last Brazilskega cesarstva, saj je bil njen nakup vključen v Dodatno konvencijo k Pogodbi o prijateljstvu in zavezništvu, podpisani med Brazilijo in Portugalsko 29. avgusta 1825. Za blago, ki je ostalo v Braziliji, je kraljeva družina prejela odškodnino v višini dveh milijonov funtov sterlingov, od tega je bilo osemsto contos de reis namenjenih plačilu kraljeve knjižnice, ki se je takrat imenovala cesarska in javna knjižnica dvora.

### Stavba
Leta 1858 so knjižnico prenesli na ulico Passeio, številka 60, na trgu Lapa in jo namestili v stavbo, ki je imela namen boljšega varovanja njene zbirke. Ko je njena zbirka še naprej rasla z donacijami, pridobitvami in pravnimi prispevki, nakupi redkih umetniških zbirk na dražbah in v knjigarnah po vsem svetu, je bila potrebna nova stavba, ki bo najbolj ustrezala njenim potrebam.
Nenehno in trajno povečevanje knjižnične zbirke je bilo temeljnega pomena za uresničitev projekta izgradnje sedeža, ki bi zadostil vsem potrebam knjižnice in ustrezno prilagodil njene zbirke. Na podlagi tega je bila zasnovana njena sedanja stavba, ki je dobila temeljni kamen 15. avgusta 1905, v času vlade Rodriguesa Alvesa. Slovesna otvoritev je bila 29. oktobra 1910, v času vlade Nila Peçanhe in ob prvi stoletnici knjižnice.
Stavba Nacionalne knjižnice, pod projekt katere se podpisuje vojaški inženir Sousa Aguiar, je zasnovana v eklektičnem slogu, v katerem se mešajo elementi neoklasicizma in art nouveau, vsebuje pa okraske umetnikov, kot so Eliseu Visconti, Henrique in Rodolfo Bernardelli, Modesto Brocos. in Rodolfo Amoedo. Eliseu Visconti je še leta 1903 že oblikoval ekslibris in znak Nacionalne knjižnice.
Stavba knjižnice stoji na aveniji Rio Branco, številka 219, trg Cinelândia, v središču Ria de Janeira in skupaj z Narodnim muzejem lepih umetnosti in mestnim gledališčem sestavlja arhitekturno in kulturno celoto velike vrednosti.

### Katalog
Leta 1911 je Manoel Cicero Peregrino da Silva začel nacionalni skupni katalog za vse brazilske knjižnice. Ustanovil je prvi tečaj bibliotekarstva v Južni Ameriki. Številni knjižničarji so nadaljevali študij na evropskih in severnoameriških univerzah.

## Obvezni izvod
Leta 1907 je bil izdan predsedniški odlok št. 1825 je določil dolžnost vseh založnikov, da pošljejo en izvod vsake publikacije takrat imenovani Bibliotheca Nacional. Leta 2004 je bil ta odlok preklican s kongresnim zakonom št. 10.994, ki je še vedno v veljavi in ohranja isti mandat, vendar posodablja njegove določbe.
1. člen zakona št. 10.994 določa, da je cilj obveznega izvoda »zagotoviti registracijo in skrbništvo nacionalne intelektualne produkcije, omogočiti nadzor, razvoj in širjenje trenutne brazilske bibliografije ter braniti in ohranjati nacionalni jezik in kulturo«.

## Pomembne zbirke
Med pomembnimi zbirkami Nacionalne knjižnice Brazilije je zbirka fotografij Terese Cristine Marie, ki vključuje 21.742 fotografij iz 19. stoletja. Te fotografije je cesar Peter II. Brazilski leta 1891 zapustil knjižnici. Ta zbirka je bila leta 2003 vpisana v Unescov Register svetovnega spomina kot priznanje njenega svetovnega pomena in izjemne univerzalne vrednosti. Vsebuje slike, povezane z brazilsko zgodovino in ljudmi iz 19. stoletja, vključno s fotografijami Moritza Lamberga. Tu so tudi fotografije iz Afrike, Severne Amerike in Evrope.

## Galerija
- Fotografija Nacionalne knjižnice, ok. 1920
- Vhod z zunanje strani
- Levo krilo
- Pogled na knjižnico iz Mestnega gledališča
- Glavno stopnišče z doprsnim kipom kralja Ivana VI.
- Vitražni strop
- Vhodna dvorana
- Vhodna dvorana
- Vhodna dvorana: strop
- Vhodna dvorana
- Detajl fasade
- Exlibris